# خوان بينت
خوان بينت (بالإسبانية: Juan Benet)‏ هو كاتب ومهندس وشاعر إسباني، ولد في 7 أكتوبر 1927 في مدريد في إسبانيا، وتوفي بنفس المكان في 5 يناير 1993 بسبب سرطان.

## وصلات خارجية
- خوان بينت على موقع الموسوعة البريطانية (الإنجليزية)